# Andacollo (Neuquén)
Andacollo est une ville d'Argentine située dans la province de Neuquén. Elle est le chef-lieu du département de Minas. La ville se trouve sur la rive gauche du río Neuquén, à l'ouest de la Cordillera del Viento qui court parallèlement à l'est de la Cordillère des Andes.
En 2001, la ville comptait 2 627 habitants ce qui représentait une hausse de 60,1 % par rapport au recensement de 1991.

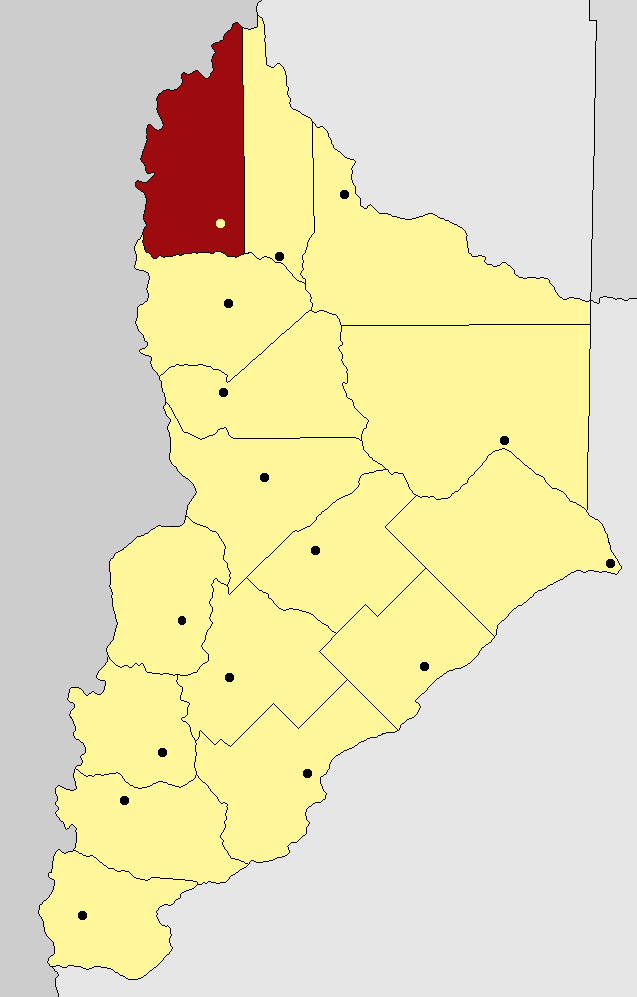
Localisation d'Andacollo